# John Churton Collins
John Churton Collins (Bourton-on-the-Water, 26 marzo 1848 – Lowestoft, 25 settembre 1908) è stato un critico letterario, giornalista e saggista inglese.

## Biografia
Dopo aver frequentato la King Edward School di Birmingham andò a studiare al Balliol College di Oxford dove si laureò nel 1872 dedicandosi poi alla carriera letteraria come giornalista, saggista e conferenziere. Il suo primo libro fu uno studio su Sir Joshua Reynolds (1874) e più tardi scrisse su diversi scrittori inglesi classici e pubblicò volumi su Bolingbroke e Voltaire in Inghilterra (1886), uno Study of English Literature (1891), uno studio su Jonathan Swift (1893), Essays and Studies (1895), Ephemera Critica (1901), Essays in Poetry, Criticism (1905) e Rousseau e Voltaire (1908). I suoi saggi sono fortemente discutibili nel tono ma pieni di conoscenza.
Nel 1904 divenne professore di letteratura inglese presso l'Università di Birmingham. Per molti anni è stato docente universitario di primo piano contribuendo nel contempo come scrittore di recensioni. Il 25 settembre 1908 fu trovato morto in un fosso vicino a Lowestoft, luogo presso il quale egli era ospite di un medico per problemi di salute. Le circostanze hanno reso necessario lo svolgimento di un'inchiesta ma il verdetto fu di morte accidentale.
Lord Tennyson, oggetto delle critiche di Collins, si riferiva a lui come "un pidocchio nelle serrature della letteratura".